# L'Incroyable Embouteillage
Pour plus de détails, voir Fiche technique et Distribution.
L'Incroyable Embouteillage est un téléfilm français écrit et réalisé par David Charhon, et diffusé pour la première fois en France le 5 juillet 2023 sur M6 et en Belgique le 31 juillet 2024 sur RTL TVI.
Cette comédie est une production de R-Lines Productions en association avec Mony Films pour M6,,.

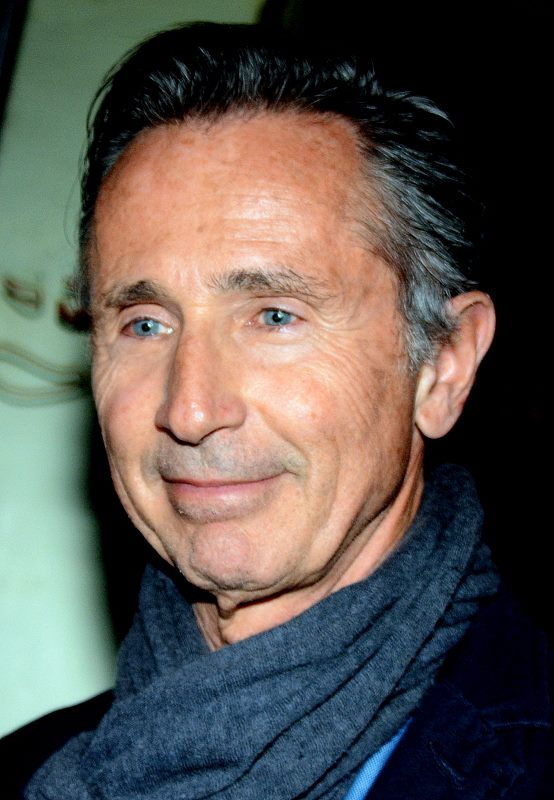
Thierry Lhermitte.

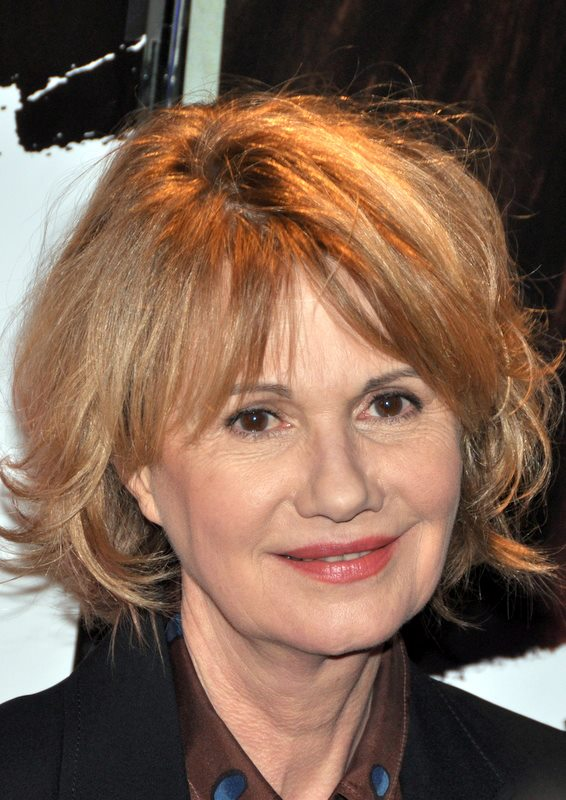
Miou-Miou.

## Synopsis
À l'heure du départ en vacances d'été, plusieurs centaines de vacanciers se retrouvent bloqués sur une petite départementale au milieu de nulle part. Viennent alors plusieurs heures d'attente durant lesquelles des personnages aux univers bien différents se rencontrent, pour le meilleur et pour le pire.

## Fiche technique
Sauf indication contraire, les informations mentionnées dans cette section peuvent être confirmées par les bases de données cinématographiques IMDb et Allociné,  présentes dans la section « Liens externes ».
- Titre français : L'Incroyable Embouteillage
- Réalisation : David Charhon[1],[2],[3],[4],[5]
- Scénario : David Charhon[1],[2],[3],[4],[5]
- Musique : Gilles Luka
- Photographie : Thierry Arbogast
- Son : Jérôme Aghion
- Montage : Pierre-Marie Croquet et Yann Malcor
- Production : Romuald Boulanger[1],[3]
- Sociétés de production : R-Lines Productions[1],[2],[3], Mony Films
- Pays de production :  France
- Langue originale : français
- Format : couleur
- Genre : Comédie[1],[2]
- Durée : 2 x 45 minutes[1],[2],[4]
- Dates de première diffusion : 
  - France : 5 juillet 2023 sur M6
  - Belgique : 31 juillet 2024 sur RTL TVI[6]

## Distribution
- Thierry Lhermitte : Richard
- Miou-Miou : Chantal
- Patrick Timsit : Aldo
- Armelle : Gloria
- Vanessa Guide : Anthonia
- Bruno Solo : Joshua
- Lionel Abelanski : Yakov
- Lucien Jean-Baptiste : Virgile
- Gilbert Melki : Raymond
- Joséphine Draï : Elsa
- Vincent Desagnat : Pierrick
- Sarah Stern : Arielle
- Élie Semoun : Jean-Étienne
- Jérôme Le Banner : le supporter
- Vinnie Dargaud : Anatole
- Élodie Poux : Valérie
- Youssef Hajdi : Grégoire
- Michel Crémadès : Jean
- Arsène Mosca : Amir
- Estéban : Paul

## Production

### Genèse et développement
Le scénario du téléfilm est de la main de David Charhon, qui assure également la réalisation,,,,.
La production est assurée par Romuald Boulanger pour R-Lines Productions,.

### Tournage
Le tournage se déroule du 13 au 25 avril 2023 dans le département français de l'Essonne en région Île-de-France,,,.

## Accueil

### Audiences
| Titre                                 | Date de diffusion France | Horaire           | Nombre de téléspectateurs | Part de marché (sur les 4 ans et plus) | Part de marché (FRDA-50) | Classement | Réf.  |
| ------------------------------------- | ------------------------ | ----------------- | ------------------------- | -------------------------------------- | ------------------------ | ---------- | ----- |
| L'incroyable embouteillage - Partie 1 | 5 juillet 2023           | 21 h 10 - 22 h 00 | 2 580 000                 | 13,6 %                                 | 23,1 %                   | 2e         | [ 8 ] |
| L'incroyable embouteillage - Partie 2 | 5 juillet 2023           | 22 h 00 - 23 h 00 | 2 030 000                 | 12 %                                   | 20,2 %                   | 3e         | [ 8 ] |

### Accueil critique
Le quotidien Le Parisien donne seulement 1,5 étoile sur 5 au téléfilm : « L'empilement de saynètes manque de carburant, les répliques pas drôles ne passent pas la deuxième. Ça patine, sans grande inspiration pour dépanner et éviter une incroyable sortie de route ».
Le magazine Télé 2 semaines donne une seule étoile au téléfilm qui met en scène « De bons acteurs mais une comédie insipide ».
Par contre, pour l'hebdomadaire Télé Star, ce téléfilm propose « un bon moment de détente avec un casting royal ».
Le magazine Télé 7 jours, de son côté, estime que « avec sa galerie de personnages attachants, le téléfilm de M6 fait mouche ».
Pour Télérama, l'origine du bazar décrit dans le téléfilm est « une grosse panne d'inspiration, sans doute, tant ce film à sketchs manque d'idées ».
Voici, enfin, souligne le fait que le téléfilm se fait étriller par les internautes, qui sont très sévères envers lui sur les réseaux sociaux, la plupart des critiques concernant le scénario.